# Középkori arab tudomány

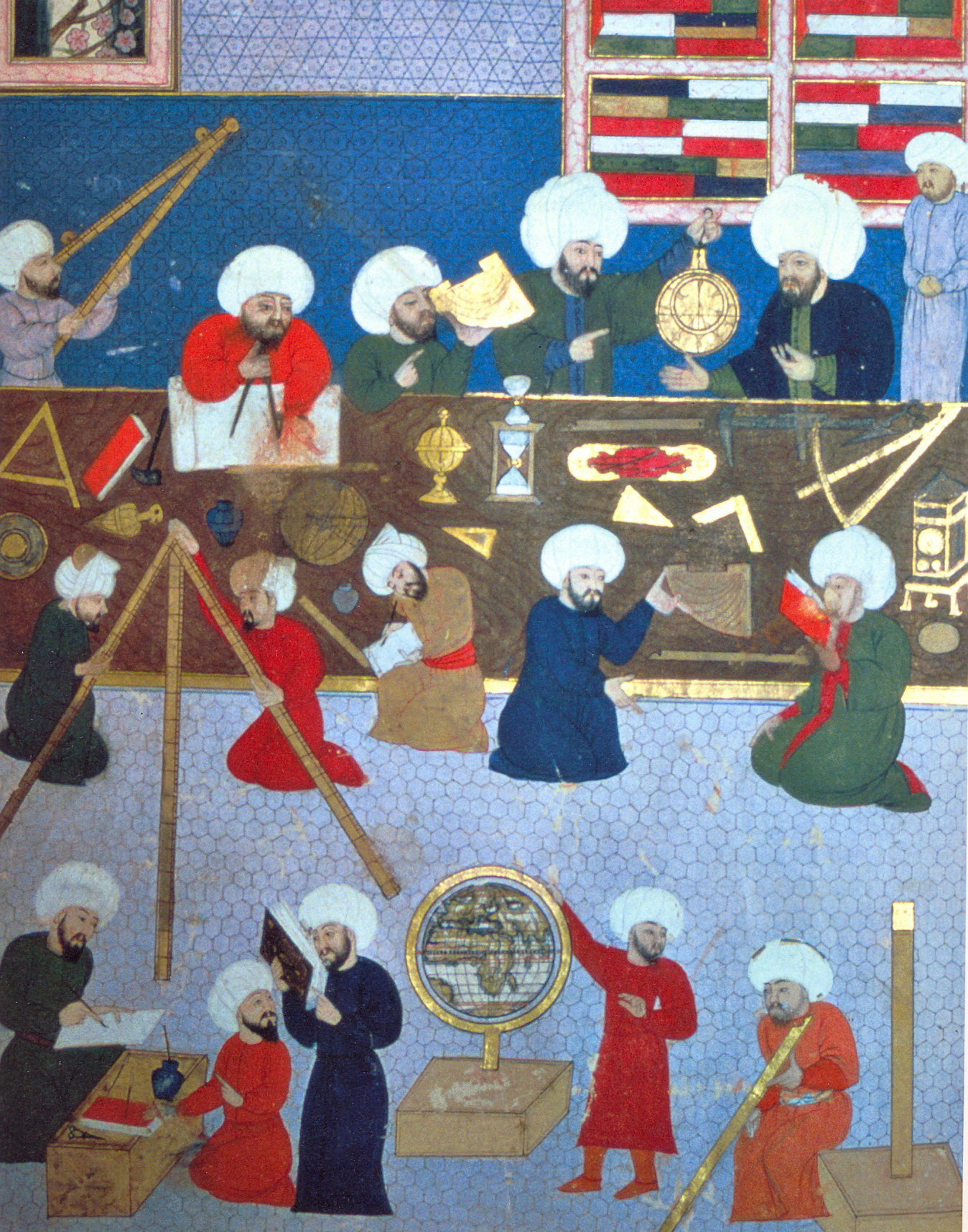
Muszlim tudósok

A középkori arab tudomány eredményei az európai civilizáció fejlődésében is meghatározó jellegűek. Kialakulásában az ókori görög, római és egyiptomi tudományos művek hatása mellett az iszlám kultúrájának, a vallás előírásainak is kiemelkedő szerepe van. Az Arab-félszigetről, a 7. században kiinduló erőteljes iszlamizáció a mai Spanyolországtól Indiáig terjedő térségben egységes civilizációt, kulturális értékrendet és tudományos szemléletet alakított ki, melynek egyik alapja a tudás iránti tisztelet. A közös nyelv az arab volt, amely akkoriban a térség lingua francája. Virágzása a 9–11. században, az abbászida hatalomgyakorlás idejére esett, de a 15-16. századig éreztette hatását. Az arab gondolkodók nem pusztán átmentették az ókori tudományos és kulturális értékeket, hanem eredeti módon közelítettek ezekhez, kiegészítették, átdolgozták, bővítették azokat. Ebből kifolyólag elévülhetetlen érdemeket szereztek maguknak.

## Kialakulása és hatásai

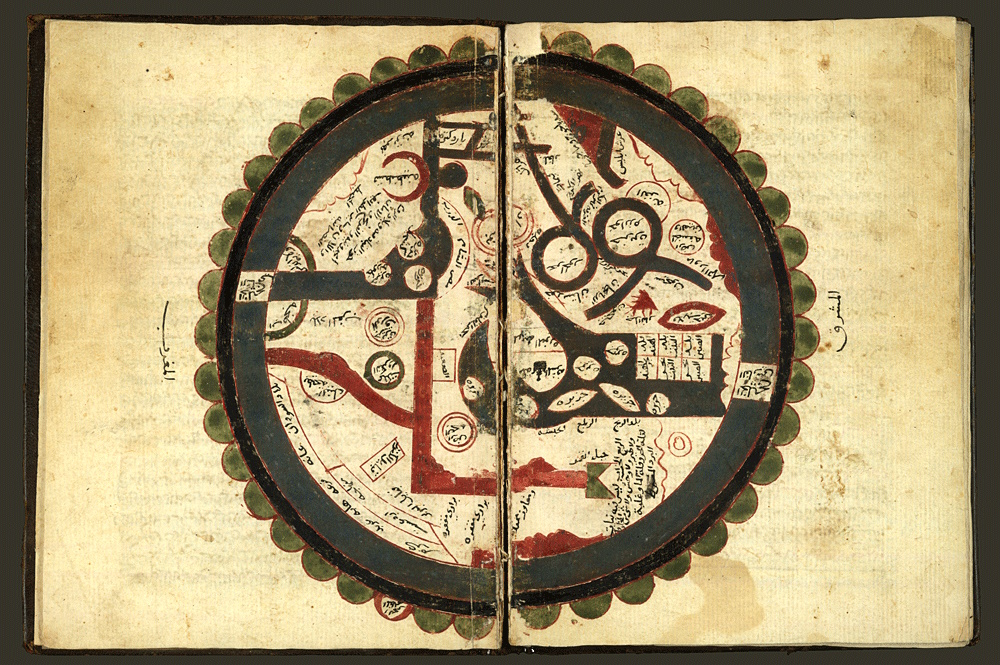
Ibn al-Vardi világatlasza (1349)

Az Athéni iskola volt a „pogány” görög filozófia otthona csaknem ezer évig, míg 529-ben I. Justinianus bizánci császár bezáratta, mivel úgy látta, hogy az veszélyt jelent a kereszténység tanaira. Hét tanáruk Simplicios és Damascius vezetésével a tudománykedvelő és görögbarát I. Huszrau szászánida király iskolát hozott létre Perzsiában. 555 körül Huszrau megalapította a gondisápuri (arabosan Dzsundísápúr) iskolát, ami átmeneti állomás lett a görög orvostudomány elterjesztésében a későbbi muszlim világ felé. Amikor 762-ben Bagdad az Abbászida Birodalom fővárosa lett, Gondisápurban már nagy hírű orvosok sora dolgozott, közöttük a híres nesztoriánus család, Bakhtishu tagjai is. Ezek az orvosok a bagdadi kalifa szolgálatában segédkeztek az első kórház és csillagvizsgáló felállításában gondisápuri mintára, élvezve a kalifák, elsősorban Hárún ar-Rasíd (786–809) és második fia, al-Mamún (813–933) támogatását.
Gondisápurban virágzott az orvostudomány, a csillagászat és a filozófia, elsősorban azért, mert a Jahja al-Barmaki (†800), Hárún vezíre és mentora nagy hangsúlyt fektetett a görög filozófiai művek arab fordításaira.
Az elsődleges csatorna, amelyen keresztül a görög tudomány beáramlott a muszlim világba, Alexandria volt, ahol a görög filozófia és a tudomány még virágzott, amikor az arabok meghódították. 641-ben, amikor Omar kalifa Alexandriát elfoglalta, a könyvtár tartalmát máglyára vetette azzal a megjegyzéssel, hogy Ezek vagy olyasmiket tartalmaznak, amik benne vanna a Koránban, tehát feleslegesek, vagy olyan dolgokat, amik ellenkeznek azzal, tehát károsak. Ennek ellenére sok kézirat megmaradt, és átmentődött különböző fejedelmi udvarokba, ahol fordítóiskolák alapanyagául szolgáltak. Már a hódítások első időszakában kutatás indult az ókori görög filozófusok művei után, Szókratész, Platón, Arisztotelész, vagy az orvos Galénosz műveinek fordítása és feldolgozása indította el az arab tudományok fejlődését. Szíriában és Irakban a nesztoriánusok és jakobiták tanulmányozták a görög irodalmat, szír ajkú tudósok Antiokheiában, Edesszában, így például Nusaybin, aki számtalan teológiai művet fordított Alexandriában fellelt források alapján.
A görög logikai fordítások szövegeit gyakran kísérik teológiai szövegek fordításai is. Ennek megfelelően, Pomponius Porphyrio Isagoge és Arisztotelész Hermenautikai kategóriák, illetve Első analítika c. műve már korán lefordításra került szír nyelvre. Nem tudni arról, hogy a szír tudósok figyelmét felkeltette volna Arisztotelész Organonja, beleértve a Második analítikát is, amely a szillogizmussal és szofizmussal foglalkozik, illetve szofista érveléseket vagy a diskurzus téves módját tárgyalja, talán azért, mert ezeket a műveket veszélyesnek ítélték a kereszténységre nézve. Ezt a munkát a bagdadi muszlim logikusok (elsősorban a filozófus al-Fárábi) fordították néhány évszázaddal később.
A legkorábbi görög vagy szír filozófiai szövegek arab fordításai (a logikai és csillagászati szövegektől függetlenül), azonban a nyolcadik század vége felé kezdtek megjelenni. Számos platóni párbeszédet, és a nagy alexandriai orvos-filozófus Galénosz (129–201) műveiről írt szinapszisokat írtak, beleértve a Köztársaságot, Timaeust, és a Törvényeket, amelyeket Jahja ibn al-Bitrík († 820) fordított, és nem sokkal később Hunajn ibn Iszhák al-Ibádi (808–73) kommentált. A fordítási folyamat eleinte rendszertelenül történt, később azonban az abbászida kalifa, al-Mamún támogatásával a munka felgyorsult, amikor 830-ban megalapította a „Bölcsesség Házát” Bagdadban. Később ez az intézet szolgált a fordítások és a kutatások központjául. Hamarosan az egész arisztotelészi életmű arab nyelvű átültetése megtörtént, kivéve a Politikát, amelyet Ibn al-Bitrík úgynevezett Titkok titka c. művével helyettesítettek, és később tévesen tulajdonítottak Arisztotelésznek.
A társadalom különféle rétegeire jellemző volt a magas fokú oktatás és műveltség. A helyi uralkodók előszeretettel támogatták a művészeteket és a tudományokat, ezzel hatalmukat és befolyásukat is hangsúlyozták. A Korán és Mohamed nagy súlyt fektetett a tanulásra, és a tudás (ilm) megbecsülésére buzdított, az iszlám értelemről alkotott fogalma szerint a vallás és a tudás összeegyeztethető.
A tudomány fejlődése az ókori hagyományokra épült, folyamatossága és összhangja ma már bizonyított. Az arab tudósok azonban nem csak megőrizték és átmentették az ókori tudósok eredményeit, hanem finomították, kommentálták, továbbfejlesztették azokat. Paradigmaváltást hajtottak végre elsősorban a ptolemaioszi asztronómiai rendszer újraértelmezésével, de a kémia, matematikai tudományok terén is önálló eredményekkel jelentek meg.
A tudomány felvirágzott a muszlim városi központokban, nem csak az iszlám civilizáció szerves részeként, hanem annak szociális intézményeiben is. A társadalom nem határozta meg a kognitív tudományok tartalmát. A tudományról folytatott vallásos diskurzus alapvetően támogatta a kutatások önállóságát. Ennek eredményeképpen a független, vagy etikailag semleges tudományos ismeretek, amelyek nem kifejezetten kötődnek valamelyik kultúrához, szabadon fejlődhettek. A történetíró Ibn Haldún (1332-1406) fő művének tekintett Bevezetője, (arabul „Mukaddima”) ékesszólóan foglalta össze ennek az egyetemes felfogásnak a lényegét: 

„A szellemi tudományok az ember természetes sajátjai, minthogy az ember gondolkodó lény. Nem köthetők egy adott vallási csoporthoz. Minden vallási csoport követői tanulmányozzák, akik egyformán képzettek ahhoz, hogy megismerjék és kutassák. Ezek a tudományok az emberiség kezdete óta léteznek és ismertek.”

### Európai vonatkozások
Európába az arabok tudományos munkái Szicílián keresztül jutottak el, azonban a legfontosabb közvetítő a mai Spanyolország volt, ahol korszerű arab egyetemek működtek, így Toledóban, Segoviában, Salamancában.
Az arab tudósok munkáinak közvetítésére többen tettek kísérletet, például Bathi Adelárd (1116–1142) arab álruhában járta a keleti iskolákat, és műveket is lefordított. Herardode Cremona (1114–1187) arabról latinra fordította Avicenna Arisztotelészhez írt kommentárjait. A fordítók állandóan ki voltak téve az arab kommentátorok befolyásoló hatásának, ezért közvetlen kutatások indultak az eredeti források után. Ezeket elsősorban szicíliai könyvtárak biztosították, másrészt a negyedik keresztes hadak bizánci győzelmét követően létrejött Konstantinápolyi Latin Császárság hadizsákmányaként kerültek nyugatra. A 13. században már a teljes arisztotelészi életmű latin fordítása eredeti görög források alapján megtörtént.
Jelentős volt Averroes filozófiájának hatása Aquinói Szent Tamás gondolkodására is. Averroes műveinek és kommentárjainak hatására összehasonlító filozófiai-teológiai rendszert készített, amely máig a keresztény hit egyik legteljesebb összegzése.

## Filozófia és a természettudományok

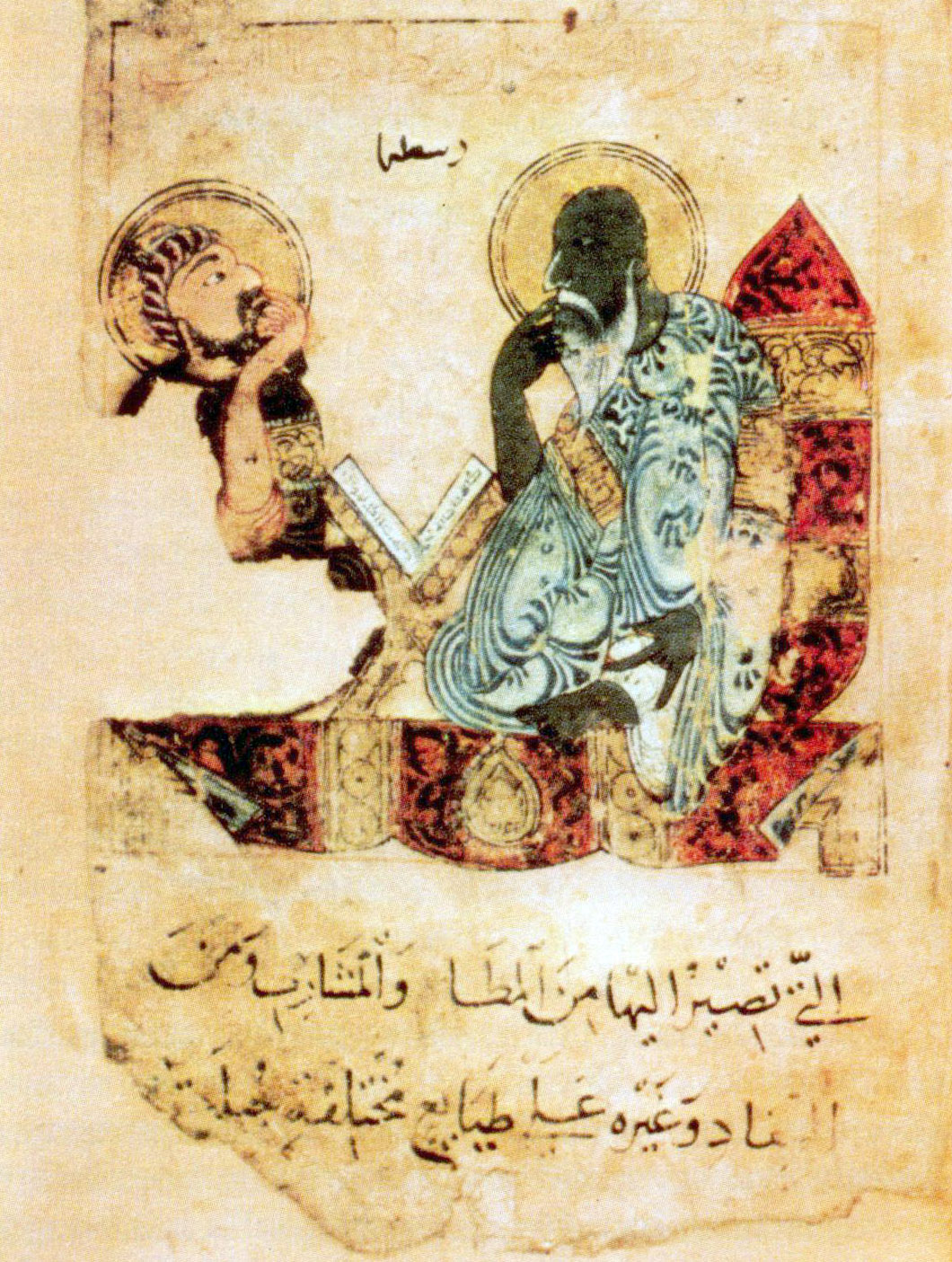
Arisztotelész tanítás közben, arab miniatúra

### Arab filozófia
Az arab tudósok alapvető koncepciója természettudományokon alapuló filozófiai rendszerek létrehozása volt. Számosan közülük filozófusok, természettudósok, klasszikus műveltségű, polihisztor tudósok voltak, alkímiai kísérleteket végeztek, orvoslással foglalkoztak.
Az arab filozófia művelői vitairataikkal folyamatos polémiában voltak a filozófia kialakulásában alapvető szerepet játszó mutazilitákkal (mutazila: elkülönülők, a később mások által is alkalmazott dialektikus teológia, az ún. kalám legfőbb alkalmazói). A mutaziliták sok vonatkozásban elvetették a hagyományos ortodox tan fogalmait, és a vallási racionalizmust hirdették. Az érzéki tapasztalat, valamint a hagyományos tudás mellett felvetették az aql, az értelem útján való megismerés lehetőségét.
A teológia és a filozófia megbékélését hozta al-Mamún kalifa (813–833) mutazilitákat pártoló intézkedése, amely az arab filozófia fejlődését eredményezte.
A filozófusok támadták a kalám képviselőit, azzal vádolták őket, hogy fantáziaszüleményeket csempésztek be a természet jelenségei közé, azokat nem a maguk valóságában vizsgálják, és elvetik a logika törvényszerűségeit. A filozófusok baszrában egyféle enciklopédikus közösséget alkottak, (díván as-safá, a „Tisztaság testvérei”). Az általuk hirdetett újplatonizmus konkrétan hatott a muszlim államelméletre is. A karmatiak és az iszmáiliták (7-es síiták) mozgalma a fátimidák alatt ezekre a gondolatokra támaszkodott, amennyiben azt hirdették, hogy Isten által előre meghatározott világterv szerint a mahdi visszatér. Az újplatonizmus leginkább a szúfizmust mint teozófiai irányzatot befolyásolta, mivel a szúfik az érzéki világ lényegtelenségét hirdetik, ahogy a lélek újra egyesül az istennel aszkézis és extázis útján.
Jaakúb ibn Iszhák al-Kindi (801–873) a mai értelemben vett első filozófus és polihisztor is kezdetben a görög klasszikusok arab nyelvre fordításában tűnt ki. Több mint háromszáz művel korának enciklopédikus tudását gyűjtötte össze. Műveiben megkísérelte összeegyeztetni az iszlám hitet és a racionális gondolkodást, ez azonban konfliktusokat eredményezett az uralkodó vallási vezetőkkel. Al-Kindi úgy vélte, hogy a filozófia tanulmányozása független annak külföldi eredetétől, az igazi hívőnek nem kell félnie tőle, mert a filozófia legfőbb tárgya az Egyetlen Igaz vizsgálata, amely forrása minden létezőnek. Bírálta az alkímia és asztrológia alapvetéseit, és széles körű tudományos témákhoz járult hozzá írásaiban. Mint a filozófiai témák úttörő írója – amelyek között kimutatható teljes körű klasszikus műveltsége a logika, a csillagászat, az etika és a metafizika terén –, al–Kindi kidolgozta a megfelelő filozófiai és tudományos szókincset is, amivel évszázadokra meghatározta az arab kutatások irányát. Kriptográfiai munkákat jelentetett meg, amelyeket a kalifátus részére készített, és írt egy értekezést az idő, a tér és a relatív mozgás témájában is.
Al-Kindi fogalmazta meg először a propedeutikai, tehát matematikai és fizikai, azaz a természettudományi tanokra épülő gondolkodás szükségességét, illetve az erre épülő metafizikát. Emellett, mint orvos, spirituális orvoslást is gyakorolt. Leghíresebb művei a Gyógyítás (as-sífa) és ennek egy kivonata, a Menekvés (al-Nagát). Filozófiáját tehát összehangolta a misztikával, de mint természetbúvár, Kánunja, a gyógyítás szaktekintélye volt évszázadokon át. Rámutat a lelki élet és a természeti erők között fennálló kapcsolatra, de elveti az asztrológiát.
Abu Naszr Muhammad al-Fárábit (kb. 870–950) a „Második Mester”-nek nevezték (az első Arisztotelész). Elsősorban logikai írások feldolgozásával tűnt ki, de a világ örökkévalóságáról szóló arisztotelészi tanítást kétségbe vonta, azaz megmaradt a világ teremtettségének hitében. Racionalista filozófus és matematikus, akit Arisztotelész után a legnagyobb filozófusnak tiszteltek. A filozófia elsőbbségét hirdette a teológiával szemben. Az iszlám díszítő motívumok geometriai leírására tett kísérletet. Spirituális kézművesség és természeti titkok a geometriai ábrák részleteiben c. könyvében
Al-Ghazáli ( 1058 – 1111) nagy tekintélyű, később szúfivá lett teológus támadást indított az arisztoteliánusok ellen, és beleásta magát az alisztoteliánus tanokba. Kiadta a Filozófusok ellentmondásai c. könyvét, ahol Avicennát mintegy húsz pontban cáfolja, elsősorban a bizonyítási eljárások hiányosságait mutatja ki az ő, és más filozófusok írásaiban.
Erre Ibn Rusd (Averroës 1126–1198) mintegy száz évvel később az Ellentmondások ellentmondása c. művével reagált, amelyben a kalám módszereinek használhatatlansága mellett érvelt. Averroes munkássága az iszlám filozófia csúcspontja. A világ örökkévalóságának és kezdet nélküliségének hirdetőjeként gyakran került összetűzésbe az iszlám ortodoxiával. 
Ar-Rázi és al-Túszi is sikeresen egyeztette a kalámot az arisztotelészi filozófiával, de ügyeltek arra, nehogy vallásellenesség bűnébe essenek, sőt ar-Rázi egy helyen a filozófiai tanoknak a vallási hitet gyengítő hatásait emeli ki.

### Matematika, csillagászat

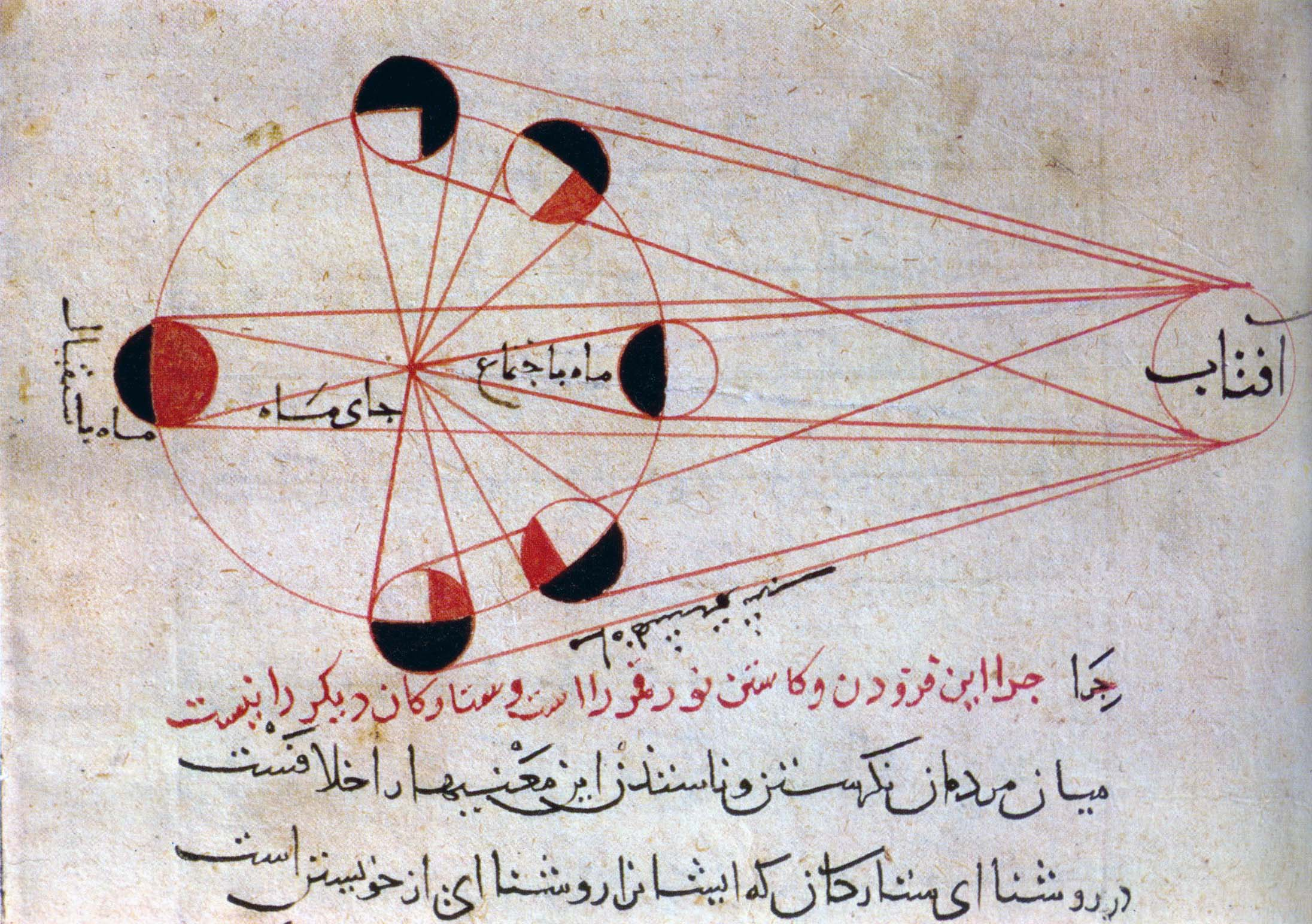
Illusztráció al-Bírúni Kitáb at-tafhím c. művéből, amely a hold fázisait mutatja be. A kép alsó részén a felirat: „Miért növekszik és csökken [a hold] fénye, amíg más csillagok nem viselkednek így, megfigyelték és nem értették a mikéntjét, hiszen egy csillagnak saját fénye van.”

Sok tudományos szakkifejezés arab, később perzsa nyelv közvetítésével jelent meg az európai tudomány szótárában, például alkímia, algebra, alkohol, de az amulett, karát, zenit szavaink is innen erednek.
Az arab tudósok a matematikában a hindu számokat használták és fejlesztették tovább, tőlük vették át a tízes számrendszer használatát, a helyi értéket, és a nulla mint számjegy fogalmát. A helyi értéket a hinduk maguk is nyugatról hozhatták, esetleg Alexandriából, az azonban bizonyosnak tűnik, hogy a babilóniak már jóval előttük helyi értékes számításokat végeztek.
Az első jelentős matematikus tudós, Abu l-Vafá (?–998) felfedezte a trigonometriát, szinusz és tangens táblázatokat készített.
A csillagászat különösen nagy szerepet játszott az arab tudományok terén. Néhány csillag neve, például a Vega, Betelgeuze, Rigel, Aldebaran arab eredetű, vagy a Ptolemaiosz-féle görög elnevezés arab fordítása. Az azimut (al-szumút), a nadír és a zenit (asz-szamt) szakkifejezések is arab eredetűek.
Al-Bírúni (973–1048) a csillagászat filozófiai összefüggéseiről értekezett, kiszámította a föld méretét, és a föld hosszúsági és szélességi köreit, három tizedesjegy pontossággal. Különböző fémek és drágakövek fajsúlyát is meghatározta. Al-Hajszammal (Alhazen) együtt kidolgozta a tudományos módszertan alapjait.
A Banu Músza („Músza fiai”) néven ismert testvérek, Muhammad, Ahmad és al-Haszan (kb. kora 9. században) híres csillagászok és asztrológusok voltak, akik al-Mamún kalifa közelében dolgoztak, és nagyban hozzájárultak az ókori művek arabra fordításához. Ők dolgozták ki a kúpok és ellipszisek matematikai alapjait, és ezeket csillagászati számításokra is felhasználták. Automatizált eszközök előállításával is foglalkoztak, amelyeket a Zseniális eszközök könyve (Kitáb al-hijal) c. művükben ismertettek. Ebben mintegy száz különös eszköz szerepel, amelyek többsége trükkös, zavarba ejtő feladatokat lát el kifinomult automatizmusok révén. Az általuk először leírt kúpos szelep máig a folyamatszabályozási rendszerek fontos eszköze. A visszacsatolás elvén működő szabályozóelem a mai modern eszközökben is megtalálható.
Szábit ibn Kurra (835–901) szábeus vallású fordító és matematikus Harránban, a mai Törökországban. Ismert volt a görög matematika és a csillagászat műveinek fordításáról, de gyakori volt, hogy ezeket kiegészítette saját munkáival. Legismertebb eredménye az exponenciális sor felfedezése volt, amivel megoldotta az úgynevezett sakktábla problémát.

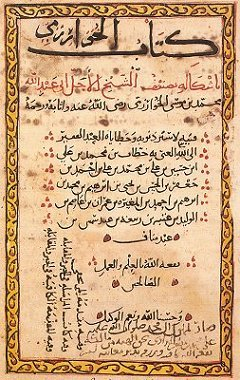
Egy lap Muhammad ibn Músza l-Hvárizmi Hiszab al-Dzsebr v'al Mukabalah c. művéből

Muhammad ibn Músza l-Hvárizmi (kb. 8–9. század) perzsa matematikus, geográfus és csillagász volt. Ő tekinthető a legnagyobb matematikusnak az iszlám civilizációban. Ő vezette be az indiai számolási rendszert, az arab számokat, felfedezte a logaritmusokat, és bevezette a „0” fogalmát. Szintén indiai előzményekkel kidolgozta az algebra tudományát, módszereket vezetett be az egyenletek egyszerűsítése terén. Felhasználta az eukleidészi geometriát bizonyításaiban. Az algebra szó al-Hvárizmi munkájának címéből ered, a Könyv a helyreállításról (kiegészítésről), kompenzációról (Hiszab al-Dzsebr v'al Mukabalah). Az al-Dzsebr az eltört csontok helyrerakását is jelenti.

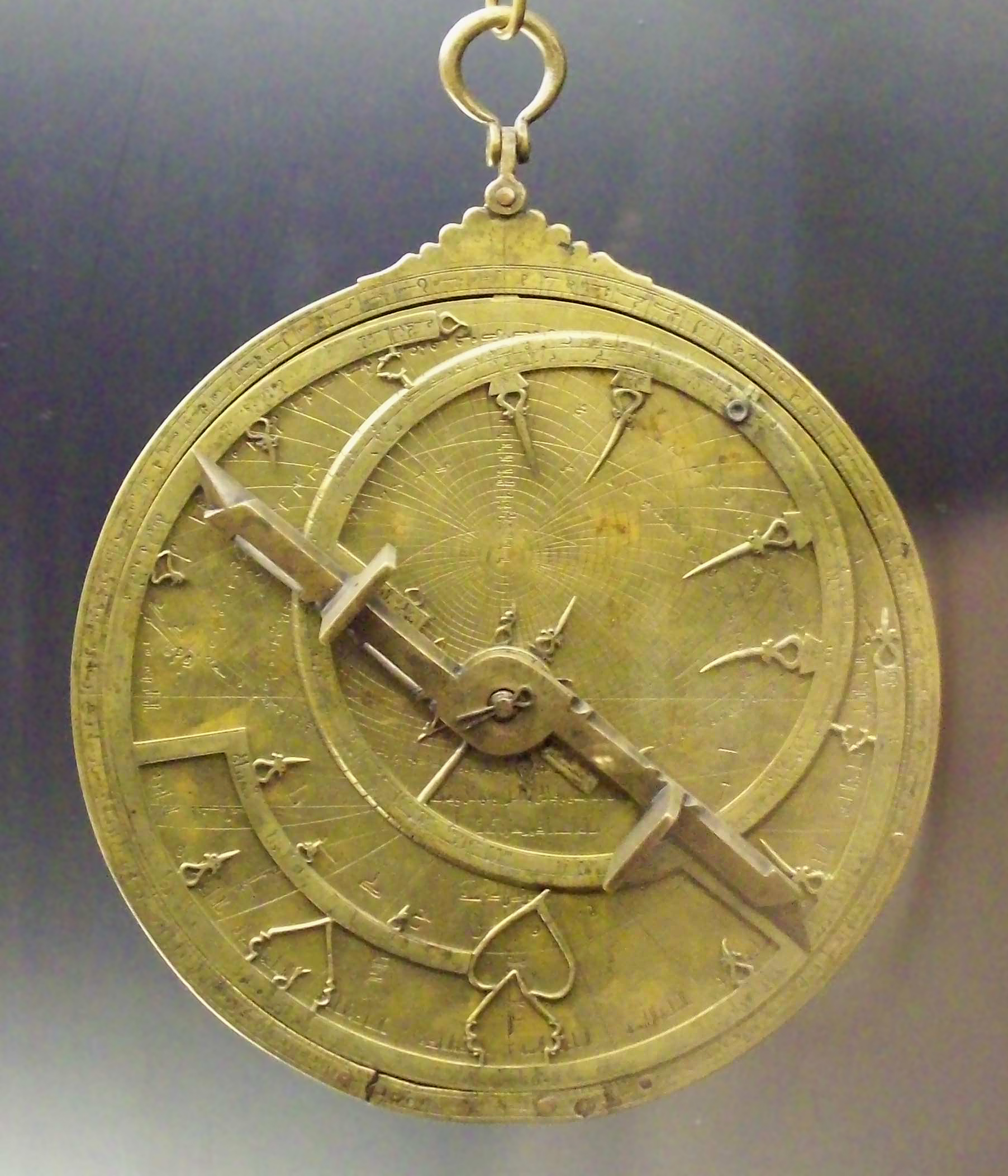
1067-ben, Toledóban készült asztrolábium

Al-Battáni (850–922) csillagász volt, aki csillagászati megfigyeléseivel mindössze 24 másodperccel mérte el a napév hosszát. Részt vett numerikus táblázatok összeállításában, amivel például a toledói csillagászok megjósolhatták a Nap, a Hold és a bolygók mozgását az égen. Néhány Battani-féle csillagászati táblázatot később Kopernikusz is használt megfigyeléseihez. Battáni numerikus táblázatainak célja eredetileg Mekka földrajzi irányának pontos meghatározása volt az iszlám világ különböző helyszínein. Ez rendkívül fontos a muszlimok számára, hiszen ez határozza meg az ima irányát az istentisztelet során, azaz a kibla elhelyezését.
Ibn Szína (Avicenna) (908–946) orvos, csillagász, fizikus és matematikus volt Buharában, a mai Üzbegisztán területén. Amellett, hogy Az orvostudomány kánonja c. művét megírta, fontos csillagászati megfigyeléseket tett, vizsgálta a fény tulajdonságait és arról értekezett, hogy a létező dolgok az energia különböző formáit vehetik fel. Hozzájárult a matematikai módszerek kifejlesztéséhez.
Al-Hajszam (Alhazen) (965–1040) egyiptomi tudós volt, aki több területen is alkotott, de elsősorban a csillagászat és az optika tárgykörben ért el kimagasló eredményeket. Gömblencsékkel végzett kísérleteivel a fényvisszaverődés szabályait vizsgálta, és a zenithez közeli csillagok látszólagos növekedésére adott magyarázatot. Optikai szótára számos későbbi európai tudós alapműve lett. Kísérletező tudós volt, aki megkérdőjelezte az ókori görög művek, többek között a Ptolemaiosz-féle égi modell, illetve Galenusnak a látást érintő magyarázatait. Az uralkodó vélemény abban az időben Galénosz álláspontja volt, hogy a látás továbbítja a fényt a szembe, ezt a magyarázatot al-Hajszam kétségbe vonta. Vizsgálta a fénytörés hatásait, és javasolta, hogy a fénytörés és visszaverődés matematikáját összefüggésbe kell hozni a szem anatómiájával. Fizikusként meghatározta a Nílus vízhozamát.
Az-Zarkáli (1028–1087) andalúziai csillagász és matematikus volt, de elsősorban iparos, aki híres gyártója volt a csillagászati eszközöknek. Kidolgozta egy nagyon pontos asztrolábium tervét, az ennek alapján készült eszközt még évszázadokig használták. Ő alkotta a híres toledói vízi órát, amely a város látványossága volt. Felfedezte a nap viszonylagos mozgását a többi állócsillaghoz képest, és ennek mértékéről nagyon jó becslést adott meg.
Omar Hajjám (1048–1131) költő és matematikus, aki kiszámította az év hosszát 5 tizedes pontossággal. Geometriai megoldásokat adott meg a harmadfokú egyenletek megoldásához. Kifejlesztett néhány másodfokú megoldóképletet, amit még ma is használnak. Nyugaton mint költő lett ismert.
Abu Abdalláh al-Idríszi (1100–1166) andalúziai utazó, térképész és földrajztudós rajzolt egy világtérképet Szicília keresztény királya számára. Földrajzi tanulmányokat írt az akkor ismert világ népeiről, klímájáról, iparágak nyersanyagairól.
A hajózás fejlődése és a birodalom térképészeti összeírása számtalan nagy pontosságú eszköz elkészítését kényszerítette ki. A csillagászati megfigyeléseket Al-Fazári (†790) által összeállított planiszférikus asztrolábium segítette, amelynek elvi felépítésén alapuló műszereket a legmodernebb időkig elterjedten használtak.
Naszír ad-Dín at-Túszi (1201–1274) perzsa (marágai) csillagász és matematikus, akinek életét a Dzsingisz kán és unokája, Hülegü által vezetett mongol támadások árnyékolják be. Túszi fontos módosítást írt Ptolemaiosz égi modelljeihez. Amikor ő lett Hülegü asztrológusa, lenyűgöző obszervatóriumot kapott, és hozzáfért a kínai technikákhoz és megfigyeléseikhez. Trigonometriai táblázatokat készített, és a bolygómozgások figyelembevételével az addigi legpontosabb csillagászati táblázatokat állította össze. Egy három méter átmérőjű kvadránst is szerkesztett.

## Alkímia
Az arab fizikai tudományok születése a 7. és 8. században a matematika, a csillagászat és a földrajzi tudományok áttörésével kezdődött, amit részben a hosszú távú tudományos hagyományok és az arab kalifátusba érkező népek tapasztalatai vezettek be. Az arab tudományos területen a legdrámaibb a kémia tudományának megjelenése és fejlődése volt.
A kémia mint önálló diszciplína nem igazán jelent meg a korábbi kultúrákban. A korai kohászat középpontjában a nemesfémek keresése, valamint az iparban és hadviselésben használt alapanyagok előállítása állt, római, indiai, kínai előzmények alapján. A fémmegmunkálók a korrózió leküzdésével foglalkoztak, hogyan lehet egy fém keményebb vagy képlékenyebb, és hogyan lehet a bronznál jobb ötvözeteket létrehozni.
Eltekintve az inkább pragmatikus, kohászatot érintő munkáktól, kialakult egy misztikus és varázslatos megközelítése a fizikai kérdéseknek. Az angol "magic" perzsa eredetű (mágus, vagy majus). Bár a kifejezés a zoroasztriánus hit főpapjaira is vonatkozott, a boszorkányságot és mágiát művelőkre is értették.
A legkorábbi és legnagyobb hatású arab orvos Dzsábir ibn Hajján (†813), aki Hárún ar-Rasíd kalifa udvarában dolgozott Bagdadban. Dzsábir jemeni arab családban született, amelyik utazásai során letelepedett Kelet-Perzsiában több mint egy évszázaddal korábban. A család gyarapodása, majd bukása a különböző perzsa politikai intrikák kereszttüzében zajlott.
Amikor Ibn Hajján megkezdte kísérleteit a fizikai kémia és a „spirituális” kémia terén, tudatosan nem választotta el ezt a kétféle megközelítést, bár ösztönösen tudta, hogy két dologról van szó. Az utóbbi úgy vált ismertté a nyugati világban mint „alkímia”. Világosan kifejtette azt az elvet, amely megalapozza a modern empirikus tudományos módszert: 

„A kémia fő lényege, hogy alkalmazd a gyakorlatban és végezz kísérleteket, mert aki nem  alkalmazza és nem kísérletez, az soha nem lesz birtokában a hatalom végső fokának...De te, fiam, csak kísérletezz, hogy megszerezd a tudást. A tudósok nem az anyag sokféleségében gyönyörködnek, hanem a kísérleti módszereik nagyszerűségének örvendeznek.”

A 700-as évek végén Dzsábir felfedezte, hogy – ellentétben a matematikával és a csillagászattal – munkáját lényegében üres lappal kezdheti. Laboratóriumi eszközöket készített, és a víz desztillálásának módszerét fedezte fel. Alkimista volt, aki kiterjedt kísérleteket folytatott különböző vegyületek előállítása terén, módszerei a mai napig időtállónak bizonyultak. Sokáig neki tulajdonították a kénsav és más ásványi savak, valamint időnként az etanol felfedezését is, ám az ezeket bemutató Summa perfectionis magisterii-t nem ő írta, hanem az ő nevében alkotó, 13. századi Pszeudo-Geber.
Dzsábir is kereste a módját, hogy megoldja az otthon és a munkahely mindennapi problémáit. Úgy tűnt, hogy megalkotta az első rozsdamentes vas és acél eszközöket. Kidolgozta a módját, hogy távolítsa el a bronz- és rézedények zöldes árnyalatát. Ruhafestékeket és vízszigetelő módszereket fejlesztett ki. Kifejlesztett egyfajta eltűnő tintát, amely különösen fontos volt a politikusok és katonai vezetők számára. A molekulák és atomok egy korai elméletével állt elő, amelyeket ugyan nem tudott bizonyítani, de ebben felfedezhető néhány hasonlóság a mai modern elméletekkel is. Új típusú hajfestékeket kísérletezett ki, és megpróbálta elméletileg magyarázni a mágnesség fogalmát. Kategorizálta a sókat, festékeket és a zsírokat.
Megállapításait több mint 200 írásában (egy részüket saját titkosírásával) rögzítette, amelyek közül néhány megmaradt. Jelentős bizonytalanság van művei tényleges eredete és azok között, amelyeket tulajdonítottak neki.
Al-Madzsríti (†1007) igazolta a kémiai tömegmegmaradás elvét 900 évvel Lavoisier előtt.
Al-Kazvíni 1121-ben kiadott, „A bölcsesség egyensúlyának könyve” mérési technikák és egyensúlyok leírását tartalmazza, a mechanika, hidrosztatika tárgyköréből. Egyúttal tárgyalja a föld középpontja felé ható gravitációs erők elméletét.

## Technika és technológia

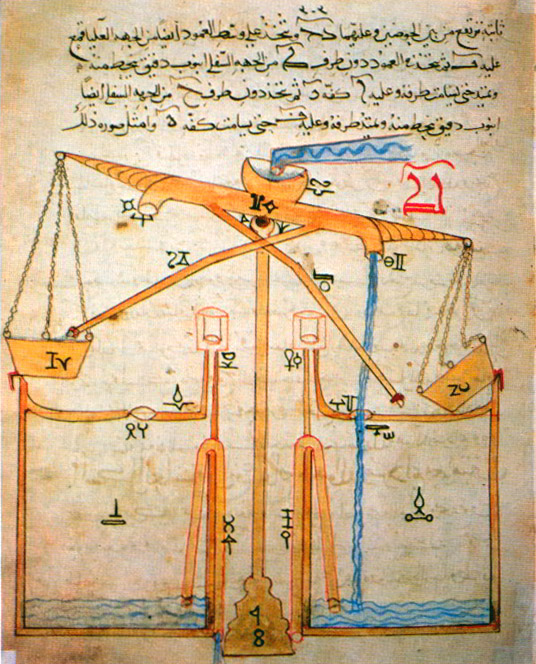
Al-Dzsazari vízkiemelő műve a 7. századból

A technológia fejlődése a kézművesség elterjedéséhez kötődik. A kereskedelmi útvonalak mentén a távoli vidékek termékeit igyekeztek feldolgozott állapotban továbbértékesíteni. Az illóolajok kivonása fontos iparággá fejlődött. A nyersolaj finomításának módját ar-Rázi A titkok titkának könyve c. művéből ismerhetjük meg.
A kínaiaktól eltanulták a papírkészítés technológiáját és tökéletesítve adták tovább Európába. A tinták és festékek, az üveggyártás és kerámiák, textil- és bőrkikészítés módozatai már a 9. századtól ismertek voltak. A szél- és vízkerekek, duzzasztóművek, gátak és malmok a muszlim világ megszokott képéhez tartoztak. Az öntözési technikák, szivattyúk és csatornázási művek a mezőgazdaság sikeréhez járultak hozzá, a szivattyúk elterjedése a bányaiparban segítette az ásványok felszínre hozatalát.
Finommechanikai szerkezeteket különböző célokra építettek, de készültek vízórák, szökőkutak, játékok és automaták, csillagászati műszerek. Ezek jelentősen hozzájárultak a kifinomult eszközök gyártásának műszaki hátteréhez, az előállításukhoz szükséges szakértelem és technológia fejlődéséhez. Monumentális vízórákat készítettek Szíriában és Mezopotámiában, amelyeket nyilvános helyeken állítottak ki. Az abbászida kalifák különösen érdeklődtek a különböző órák és ötletes eszközök iránt.
Abbász ibn Firnász (810–887) zenész, költő, üvegműves, aki Andalúziában élt (a mai Spanyolország területén). Kidolgozott egy átlátszó üveglencsét, amelyet nagyításra és a látás fejlesztésére lehetett használni. Tanulmányozta a kémiát, a csillagászatot és a fizikát. 875-ben, amikor 65 éves volt megkísérelte a repülést. A madarak megfigyelése alapján készítette el segédeszközét. Keselyűtollakból, selyemből, fából épített mindkét kezére szárnyakat, valamint ruhájára is tollakat rakott, majd kiugrott egy toronyból. A repülési kísérlet sikerességről hiányosak és ellentmondásosak az ismereteink, mindenesetre a próbálkozást túlélte, de földet érésnél Firnász komoly hátsérüléseket szenvedett.
A rakétatechnika és a puskapor Kínából származik, a 9. században vagy azt megelőzően többnyire a tűzijátékok készítésére használták vallási ünnepeken. Ez látszólag ártalmatlan felfedezés volt addig, amíg a mongolok nem kezdtek el foglalkozni a rakéták fegyverként történő felhasználásával. Bár akkor még a tényleges katonai hatása vitatható volt, erre a drámai új fegyverre természetesen felfigyeltek a feltalálók az arab-muszlim világban. 1258 őszén a mongolok bagdadi pusztítása volt az egyik legnagyobb traumatikus esemény az iszlám történetében, véget ért a bagdadi kalifátus. Arab írók, akik túlélték a megsemmisítő vereséget, lenyűgözve írtak a mongolok harci eszközeiről. Később saját rakétákat építettek, amelyeket az arab hadsereg használt a 7. keresztes hadjárat során IX. Lajos francia király ellen 1248-ban.
Egy arab feltaláló, Hasan ar-Rammáh Szíriában mintegy egy évtizeddel a bagdadi mongol pusztítás után értekezést írt a puskaporról és a rakétákról, a Katonai lovasság és zseniális háborús eszközök c. művében. Ez a könyv a puskapor több mint száz receptjét tartalmazza, köztük 22 receptet, ami leírja, hogy lehetne felhasználni ezt az eszközt rakéta üzemanyagaként. Torpedót is tervezett, valószínűleg az elsőt, amit valaha is megálmodtak. Ar-Rammáh munkája szinte biztosan eljutott Európába.
Az arab-muszlim mérnökök azonban békésebb újításokat is kifejlesztettek, Abbász ibn Firnász és a vegyész Dzsábir modern, átlátszó üvegeket, ar-Rázi a 9. században a petróleumlámpát, olajkutakat a 11. században Baku és Azerbajdzsán környékén, a középkori Córdobát közvilágítással látták el, Bagdad utcáit aszfalt burkolat borította, elmés eszközöket készítettek a vízellátás biztosítására. Válogatott módszereket kísérleteztek ki az acélgyártásra Damaszkuszban és Toledóban. Al-Dzsazari feltalálta a főtengelyt és a vezérműtengelyt a 13. században Anatóliában és ezek az alapvető felfedezések egy napon segítették az ipari forradalom kialakulását Európában.
Arab-muszlim találmányok az analóg számítógépeknek is nevezhető asztrolábiumok és equatoriumok is, amelyek első megjelenése az andalúziai az-Zarkáli nevéhez kapcsolódik a 11. században. Ezek célja, hogy kiszámolják a hosszúsági pozíciókat a Nap, a Hold és a bolygók mozgása alapján. Az első szextánst 994-ben al-Hudzsandi hozta létre Perzsiában, ez már egy fejlettebb térinformatikai eszköz volt, amely majd a 17. században felváltja az asztrolábiumokat és vált a navigáció legfontosabb elemévé a GPS 20. század végi megjelenéséig.

## Orvostudomány, élettan, biológia

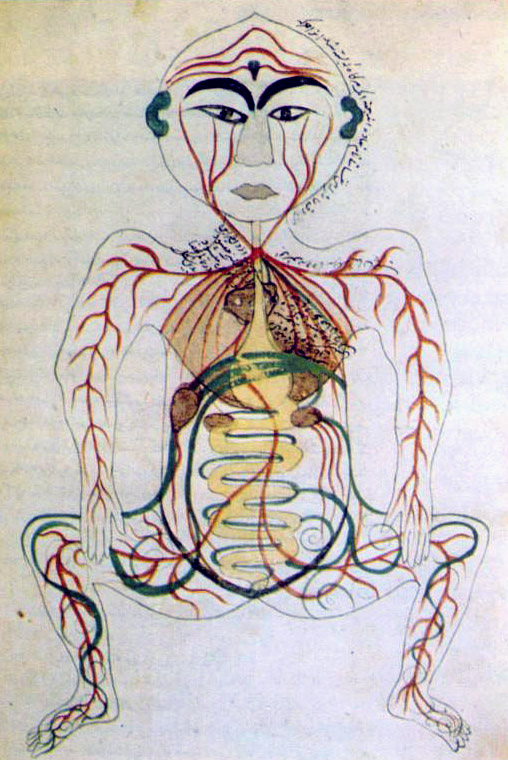
A vérkeringés ábrázolása egy 15. századi perzsa kéziratban

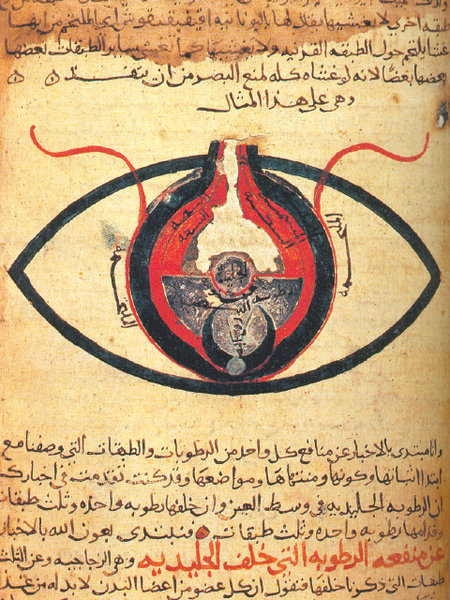
Hunajn ibn Iszhák rajza az emberi szemről

Az arab orvoslás fejlődése a vallási kötöttségektől mentes, az emberi testtel kapcsolatos vizsgálódások tették lehetővé. Az arab orvostudományt nem kötötték vallási előírások, és szabadon tanulmányozhatták az emberi test felépítését a keleti (kínai, hindu) és az egyiptomi orvoslás hagyományai alapján. Súlyt fektettek a betegek ápolására, kórházakat építettek, amelyeket külön oktatói termekkel, könyvtárakkal és gyógyszertárral láttak el. Külön részlegük volt a férfi és női betegek számára. Az orvostudomány alkalmazott olyan főzeteket, amivel képesek voltak útját állni a fertőző betegségeknek és a szemgyógyítás terén sikerrel műtöttek hályogot is. Felfedezték a vérkeringést és az elmegyógyászat terén is eredményeket értek el.
Muhammad ibn Zakarijja r-Rázi (kb. 854-925/935) Rajjban született, a mai Iránban. Szintén polihisztor volt, aki a legkülönfélébb témákról értekezett, de a legfontosabb munkáit az orvostudományban alkotta. Azonosította a himlőt és a kanyarót (és diagnosztikai módszert vezetett be megkülönböztetésükre), felismerte, hogy a láz a szervezet védelmi rendszerének egyik alapvető része. Írt egy 23 kötetes gyűjteményt a kínai, indiai, perzsa, szír és görög gyógyszerekről. Ar-Rázi szkeptikusan fordult a klasszikus görög orvosi elméletekhez, például ahhoz, amely azt tartotta, hogy a négy testnedv (humor) szabályozza az életfolyamatokat. Kommentálta és vitatta Galénosz munkáit, például a köpölyözés típusú kezeléseket. A vegyi anyagokat szerves és szervetlen származékokként csoportosította, és az emberi test működését kémiai kölcsönhatásokra vezette vissza. Diagnosztikai művei az orvosi iskolák kötelező tananyagát képezték a nyugati világban is. A bábaság intézménye az ő kezdeményezésére alakult ki.
Hunajn ibn Iszhák (809-873) volt az egyik legfontosabb arab fordítója az ókori görög tudományos műveknek. Bár asszír származású nesztoriánus keresztény tudós, orvos volt, az iszlám világban széles körű ismertségre tett szert arab, szír, görög és perzsa fordításai révén. A „Fordítók Sejkje” címmel illették. Elsősorban orvosi témákról írt. Fordításait sokan értelmezték, javították és bővítették a korabeli arab világban, és évszázadokon keresztül használták egész Európában. Ő írta le az először néhány testrész fiziológiáját, különösen az emberi szem, és a látóidegek szerkezetét. Könyve, a Tíz értekezés a szemről befolyással volt a nyugati orvostudományra egészen a 17. századig.
Az-Zahrávi (936-1013) andalúziai sebész. Nyugaton Abulcasis néven volt ismert. Legjelentősebb fennmaradt munkája az al-Taszríf (Orvosi ismeretek) c. műve. Ez egy 30 kötetes értekezés, amely orvosi tüneteket, kezeléseket és főként farmakológiai leírásokat tartalmaz. Utolsó kötetében olyan sebészeti műszereket, eszközöket és eljárásokat ismertet, amelyekről addig azt hitték, hogy a modern orvostudomány alkalmazta ezeket először.
Ibn an-Nafísz (1213-1288) orvos, aki Damaszkuszban született és orvosként praktizált, később mint főorvos működött az al-Manszúri kórházban, Kairóban. Írt egy nagy hatású könyvet különböző gyógyszerekről. Írt fontos kommentárokat Galénosz és Avicenna műveihez is. Ezek közül a kommentárok közül az egyiket 1924-ben felfedezték, amelyben a tüdővel kapcsolatos véráramlás egy leírását adja, amikor a szív jobb oldali kamrájából a tüdőkön keresztüláramló vér a bal oldaliba áramlik.
Avicenna (980-1037) „Az orvoslás alapszabályai” c. művében a cukorbetegséget diagnosztizálta, és felfedezte, hogy a tüdővész fertőző. Meglehetősen pontosan ismertette az egyes szervek funkcióit, és betegségeinek tüneteit. A betegségek megelőzésére vonatkozó tanácsokat ad, étrendeket, tornagyakorlatokat ír elő, részletesen foglalkozik a lélek és a test viszonyával. A fájdalom csillapítására praktikus tanácsokat ad, kiemeli a hűtés és a vegyszerek hatását. Felismerte a különböző gombatenyészetek jótékony hatását fertőző sebekre, ezzel mintegy antibiotikus módszereket vezetett be a sebkezelésekben.
Al-Dzsáhiz (781–868) nevezhető a modern evolúciós elmélet egyik előfutárának, bár baszrai gondolkodó és író elméletei kevésbé jól definiáltak, mint a mintegy 1000 évvel későbbi Charles Darwiné. 816-ban, al-Mamún udvaránál elnyert egy hivatalnoki állást, ahol később mintegy 50 évig dolgozott. Voltak eredményei a költészet, a filológia, a filozófia és irodalom terén, munkái azonban a biológia és zoológia tudományában a legjelentősebbek. A növény és állattan terén egyébként adab műfajába tartozó, szórakoztató-tanító munkái emelkednek ki. Legismertebb műve az Az állatok könyve az első ismert leírása a környezeti hatások szerepének a fajok kialakulására. Így írja le a túlélésért folytatott harc természetét:

„Az állatok az életben maradásért küzdenek: táplálékért, túlélésért és a szaporodásért. A környezeti tényezők hatására az élőlények új tulajdonságokat  fejlesztenek ki a túlélés biztosításának érdekében, így más fajokká alakulnak át. Azok az állatok, melyek életben maradnak (képesek a túlélésre) át tudják örökíteni hasznos/jó tulajdonságaikat utódaiknak.”

A természetes kiválasztódást vizsgálta Ibn al-Hajszam is, aki könyvet írt az evolucionizmusról, de más muszlim gondolkodók, mint például Miszkavajh, al-Házini, al-Bírúni, Naszír ad-Dín at-Túszi és Ibn Haldún is megvitatta ezeket a gondolatokat. Ezeknek a műveknek a latin fordításai ismertek voltak Európában is. Igen jelentősek Ibn al-Bajtár állatorvostani értekezései is.

## Társadalomtudományok
A kritikai vizsgálatok a társadalomtudomány fejlődésére is hatással voltak. Al-Maszúdi (896-956), aki tudományos igényességgel vizsgálta a történelem és geográfia kapcsolatát, at-Tabari (10. század), Ibn al-Aszír (1160-1233) és a ciklikus történelemfelfogás alapján álló Ibn Haldún (1332-1382) csaknem a mai történelemfelfogás alapján írták hatalmas történeti műveiket. Ibn Haldún legismertebb műve a al-Mukaddima („Bevezetés”, nyugaton Prolegomenon néven ismert), amelynek értékeit először a 19. századi nyugati tudósok méltatták. Ebben a muszlim birodalmak kialakulását, fejlődését és bukásának okait vizsgálja.
Ibn Haldún Bevezetés a történelembe c. munkájában megállapítja, hogy a városi civilizáció megjelenése előfeltétele a tudományok és mesterségek fejlődésének:„ ... Amíg a létező civilizáció nem teljes..., az emberek csak a legfontosabb szükségleteik kielégítésével törődnek, .... a kézművesség és tudomány eredményein csak ezek kielégítése után képesek gondolkodni”. Városi civilizáció alatt a mezőgazdaság, az építészet, a könyv a termelés, és az orvostudomány eredményeit értette. A tudományról úgy vélekedett, hogy „ egy [olyan]... természetes törekvése az embernek, amely a saját gondolkodási képességét úgy irányítja, hogy megismerje a hagyományokat, és megtanulja azoktól akik kitalálták azokat”. Az első ilyen hagyomány a filozófiatudomány, a második, a hagyományos, konvencionális tudomány.
A tudományok megkülönböztetéséről értekezett al-Hvárizmi is a 10. században. Megkülönböztetett külföldi eredetű tudományokat, olyanokat, amiket a görögök és más nemzetek műveltek az iszlám megjelenése előtt, és az iszlám vallási törvény által szabályozott, illetve az azokhoz kapcsolódó arab tudományokat. Al-Hvárizmi kifejtette, hogy ez a fajta felosztás a tudomány eredetét jelöli, és nem annak belső értékét.
Ibn al-Mukaffa (721-755) költő, író és politikus a kalifátus felépítéséről, a helyes államszerkezetről, al-Mávardi (972-1058 ) Sáfiita tudós jogász vallásról, a kalifátus köz- és alkotmányjogáról írott művei, („A kormány rendeletei”) és Ibn Tajmijja (1263–1328) hanbalita jogtudós, teológus és logikus munkái teremtették meg a politológia tudományát. Ibn Tajmijja elvetette azt a lehetőséget, hogy Isten létezését a kalám módszereivel és logikai gondolkodással meg lehet érteni. Munkája nagy hatással volt a 18. századi Ibn al-Vahháb (1703-1792) által vezetett, az iszlámot a gyökereihez visszavezetni kívánó vahhábita mozgalomra, ami új fejezetet nyitott az iszlám történetében.